# Mésange unicolore
Baeolophus inornatus
Espèce
Répartition géographique
Statut de conservation UICN

 LC  : Préoccupation mineure
La Mésange unicolore (Baeolophus inornatus) est l'une des cinq espèces de mésanges américaines du genre Baeolophus.

## Position systématique
Depuis 1996, au vu des différences morphologiques, comportementales (chant), écologiques et génétiques, la Mésange des pinèdes (Baeolophus ridgwayi) jusqu'alors considérée comme l'une de ses sous-espèces, constitue une espèce distincte de la mésange unicolore.
La Mésange unicolore a longtemps été classée dans le genre Parus.

## Liste des sous-espèces
D'après Alan P. Peterson, il existe les quatre sous-espèces suivantes, du nord au sud :
- Baeolophus inornatus affabilis Grinnell & Swalth, 1926 ;
- Baeolophus inornatus cineraceus (Ridgway, 1883) ;
- Baeolophus inornatus inornatus Gambel, 1845 ;
- Baeolophus inornatus mohavensis (Miller, 1946) — montagnes Little San Bernardino ;

Baeolophus inornatus cineraceus Ridgway, 1883 était considérée comme une espèce à part entière, par Sibley et Monroe : Baeolophus cineraceus.
Plusieurs sous-espèces ne sont désormais plus reconnues : B. i. kernensis Grinnell & Behle, 1937 ; B. i. transpositus Grinnell, 1928 ; B. i. sequestratus Grinnell & Swalth, 1926.